# Zhuang Yong
Zhuang Yong (chiń. upr. 庄泳; chiń. trad. 莊泳; pinyin Zhuāng Yǒng; ur. 10 sierpnia 1972 w Szanghaju) – chińska pływaczka. Wielokrotna medalistka olimpijska.
Największe sukcesy odnosiła w stylu dowolnym. Brała udział w dwóch igrzyskach (IO 88, IO 92), na obu olimpiadach zdobywała medale (łącznie cztery). Jej koronnym dystansem było 100 metrów kraulem. W 1988 wywalczyła na nim srebrny medal olimpijski, cztery lata później triumfowała. W Barcelonie sięgnęła ponadto po dwa srebrne krążki. Medal z Seulu był pierwszym medalem olimpijskim dla Chin w pływaniu. Była również mistrzynią świata na dystansie 50 m w 1991, na 100 m zajęła trzecie miejsce.